# Келецьке воєводство (1919—1939)

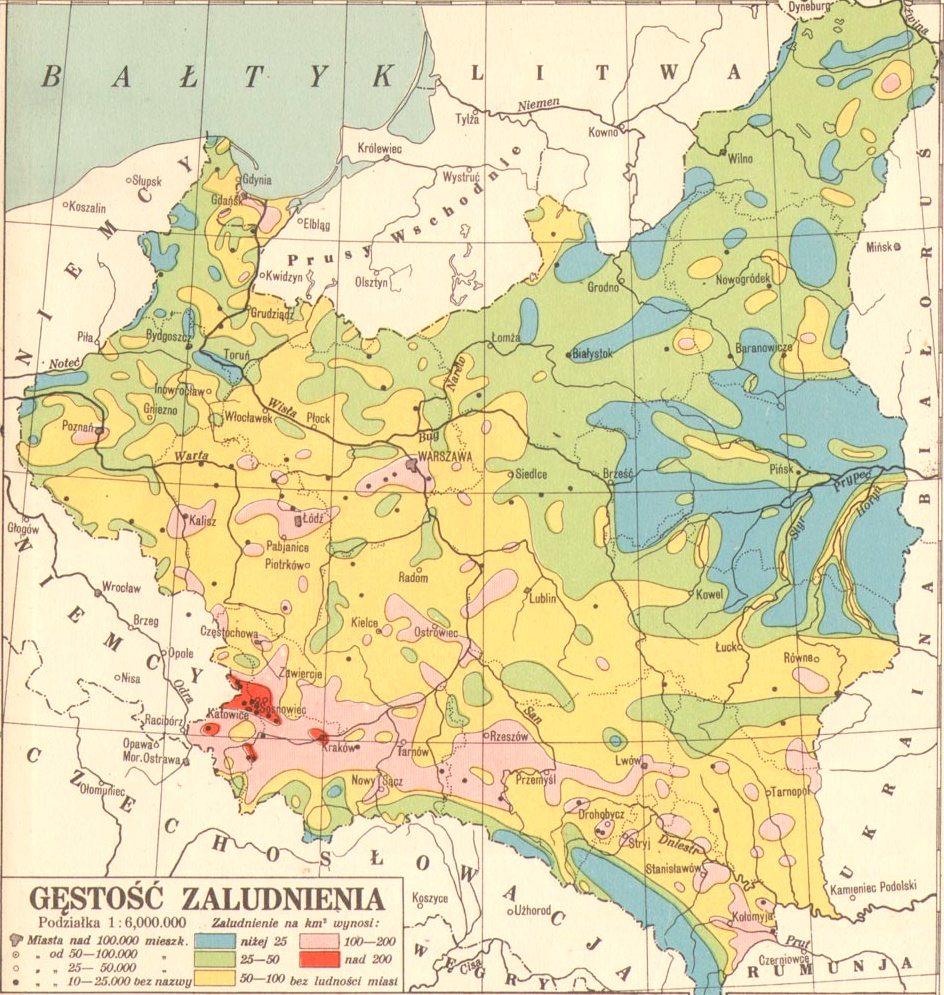
Польща, щільність населення, 1931

Келецьке воєводство (пол. województwo kieleckie) — історична адміністративно-територіальна одиниця Польської Республіки, що існувала до вторгнення нацистів у Польщу 1939 року.

## Населення
Населення воєводства 1921 року становило 2 535 898 осіб.
Поділ населення за національністю:
- поляки — 91,3 %
- євреї — 8,5% %

Поділ населення за віросповіданням:
- римо-католицьке — 87,6%
- юдейське — 11,9%